# Athyrium yakusimense
Athyrium yakusimense är en majbräkenväxtart som beskrevs av Tag. Athyrium yakusimense ingår i släktet Athyrium och familjen Athyriaceae. Inga underarter finns listade.